# جامعة بريغهام يونغ -إيدهو
جامعة بريغهام يونغ -إيدهو (بالإنجليزية: Brigham Young University–Idaho)‏ هي جامعة، تأسست في 1888، في الولايات المتحدة.